# Мост Цайюаньба
Мост Цайюаньба (кит. 菜园坝长江大桥) — мост, пересекающий реку Янцзы, расположенный на территории города центрального подчинения Чунцин; 13-й по длине основного пролёта арочный мост в мире (10-й в Китае). Является частью автодороги и Третьей линии Чунцинского метрополитена.

## Характеристика
Мост соединяет северный и южный берега реки Янцзы соответственно районы Юйчжун и Наньань. Непосредственно южнее моста (у дорожной развязки) расположена станция метро Тонюаньцзу.
Длина — 800 м, с мостовыми подходами — 1 651 м. Мост представлен однопролётной арочной конструкцией с дорожным полотном по центру. Длина основного пролёта — 420 м. Дополнительные пролёты по два длинами по 120 и 88 м по обеим сторонам от основного. Арочная конструкция сплошностенчатая (по принципу балочных конструкций) и выполнена из стали. Мостовые быки (опоры) выполнены из бетона. Дорожное полотно крепится на тросы закреплённые на арочном своде.
Имеет 6 полос движения (по три в обе стороны) для автотранспорта и две линии для поездов метро.
Стоимость строительства моста 258 млн. долларов США.